# Горец (фильм, 1992)
«Горец» (осет. Хохаг) — фильм режиссёра Мурата Джусойты, снятый в 1992 году.

## Сюжет
Северный Кавказ, XIX век. Абрек-осетин Джиго узнает, что в его роду остались только двое мужчин — он и его племянник Ахшар. Горец решает отомстить роду Дударов, представитель которых убил его брата. Однако тяжёлое материальное положение заставляет Джиго поехать в Моздок, где он собирается обменять у своего кунака — терского казака Степана сыр на зерно. Он нагружает арбу и вместе со своим племянником едет в русскую крепость.
Странникам приходится преодолевать трудности дороги, разбираться с другими абреками, а однажды они встречают чеченцев-кровников Джиго. Один из них назначает поединок на кинжалах на следующий день, позволяя осетину съездить в Моздок за зерном. В поселении Степан, несмотря на протесты жены, даёт Джиго хлеб, а его сын меняется с Ахшаром оружием.
На следующий день Джиго сражается с чеченцем на кинжалах. В схватке осетин получает тяжёлое ранение, однако успевает поразить противника. Остальные вайнахи собираются добить Джиго, однако умирающий запрещает это делать. Однако потом странники встречаются с абреками-осетинами, и еле живой Джиго уже не в состоянии этому противостоять. Он завещает племяннику стать земледельцем, каким был и его отец.

## В ролях
- Дагун Омаев;
- Али Марисултанов;
- Бимболат Ватаев;
- Аслан Таугазов;
- Елена Туменова;
- Игорь Тирский;
- Руслан Гиоев;
- Арсен Дзасохов;
- Жорж Гасинов;
- Анжелика Круглова.

## Награды
- Большой приз жюри международного кинофестиваля в Ашхабаде в 1992 году.